# Sindeldorf
Sindeldorf ist ein Ortsteil der Gemeinde Schöntal im Hohenlohekreis (Baden-Württemberg) und liegt im Tal des Sindelbachs, eines linken Zuflusses der Jagst.

## Geschichte
Sindeldorf wurde erstmals im Jahre 996 urkundlich erwähnt. Es gehörte den Herren von Krautheim und kam von diesen an die Herren von Eberstein. Im Zuge der Verwaltungsreform in Baden-Württemberg Anfang der 1970er Jahre schloss sich Sindeldorf am 1. März 1972 mit sieben weiteren selbständigen Gemeinden zur Großgemeinde Schöntal zusammen.

## Geographie
Sindeldorf liegt im Sindelbachtal. Hier fließt der Einfangbach hinzu. Der Ort liegt tief im Tal. Die Gemarkung reicht bis an die Hohe Straße zwischen Kocher und Jagst, die auch Römerstraße genannt wird.

## Bauwerke

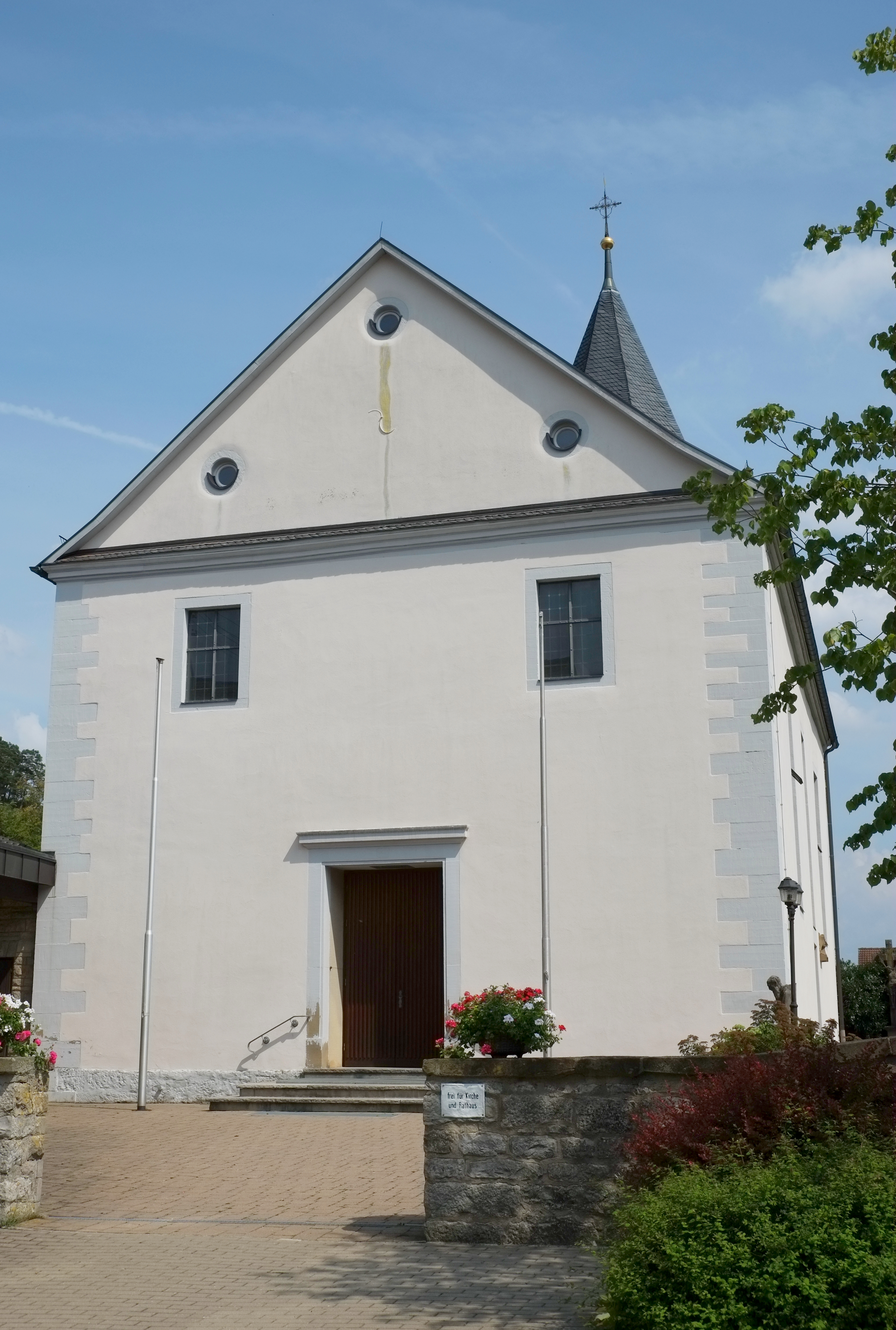
Pfarrkirche
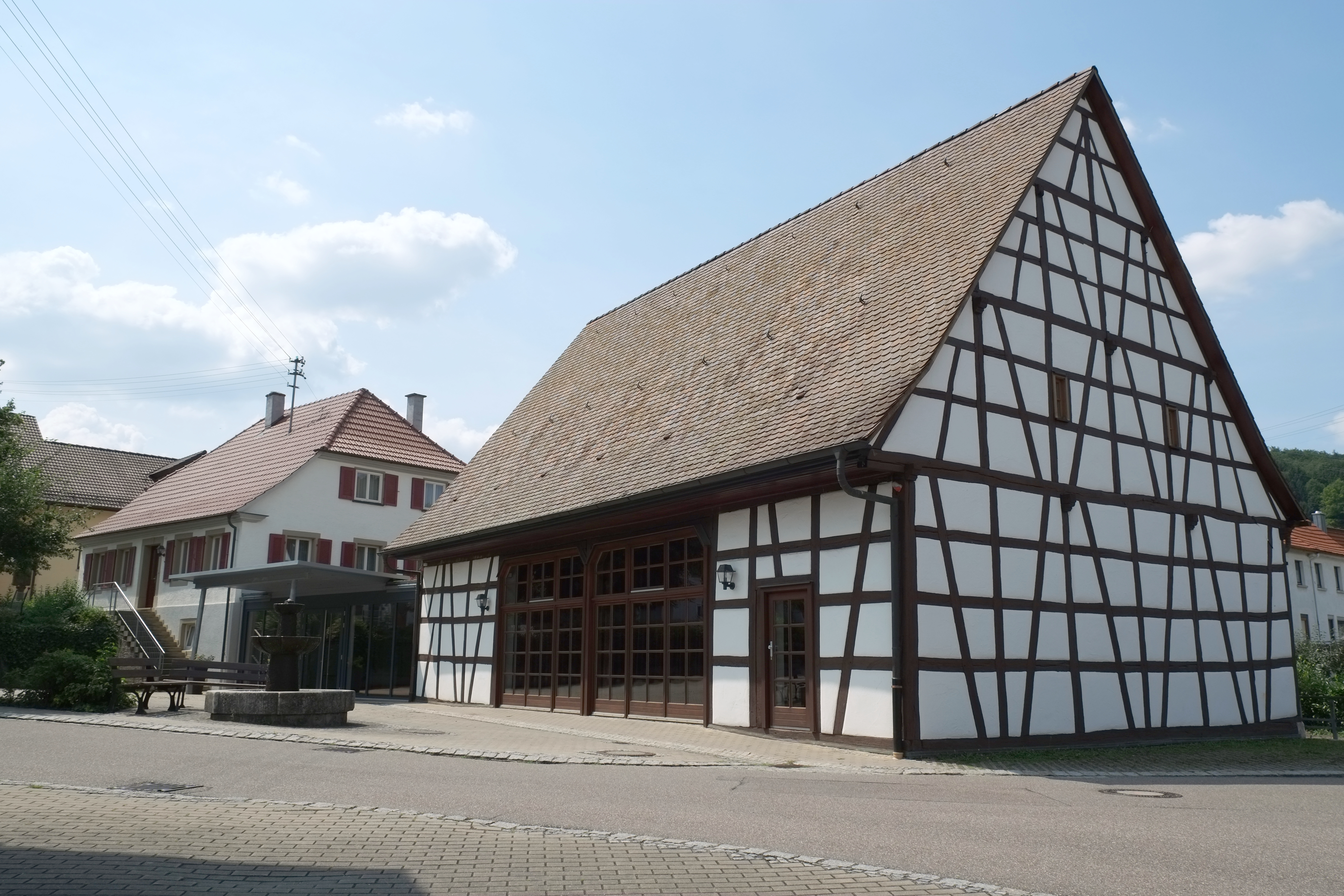
Pfarrscheune
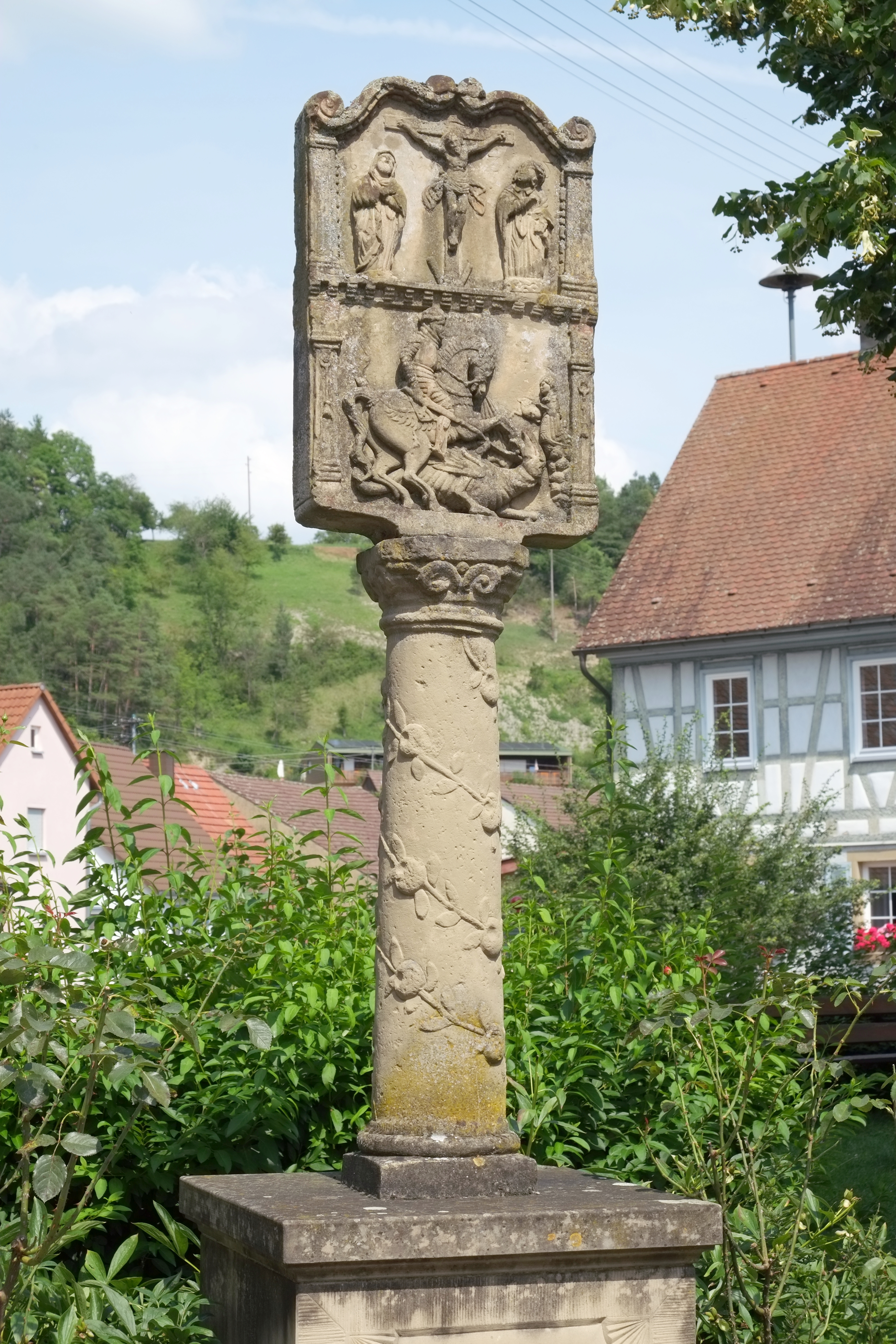
Bildstock 1625

- Katholische Pfarrkirche Mariä Himmelfahrt
- Pfarrscheune, heute Gemeindehaus
- Bildstock aus dem Jahr 1625
- Mariengrotte
- Nothelfer-Bildstock
- Heilig-Blut-Bildstock
- Unterschlächtiges Mühlrad

## Religionen
Der Ort ist überwiegend katholisch geprägt. Die Katholische Kirchengemeinde Sindeldorf wird vom Pfarrer in Westernhausen aus betreut.

## Gemeindepartnerschaften
Zwischen Sindeldorf und der französischen Gemeinde Marigny-Saint-Marcel (Département Haute-Savoie) besteht seit 1959 eine inoffizielle Partnerschaft. Diese wurde von Sindeldorfer Willy Humm initiiert, der 1946 als Kriegsgefangener auf einem Bauernhof in Marigny arbeitete. Nach Willy Humm wurde zum 50. Jubiläum der Partnerschaft eine Straße in Marigny benannt. 
Eine weitere Straße trägt den Namen "Avenue de Sindeldorf".